# Lorna Shore
Lorna Shore é uma banda americana de deathcore originada do Condado de Warren, em Nova Jérsei. Formado em 2010, o grupo atualmente é formado pelo guitarrista Adam De Micco, o baterista Austin Archey, o guitarrista base Andrew O'Connor e pelo vocalista Will Ramos. Eles lançaram três EPs, além de um álbum de estreia, Psalms, em junho de 2015, e de seu segundo álbum Flesh Coffin em fevereiro de 2017. Seu terceiro álbum, Immortal, foi lançado em janeiro de 2020. Seu EP mais recente, ...And I Return to Nothingness, foi lançado em 13 de agosto de 2021. Resultando mais tarde no lançamento do quarto álbum, Pain Remains em 14 de outubro de 2022.

## História

### Primeiros lançamentos,Psalms, eFlesh Coffin(2010–2018)
O primeiro EP da banda, intitulado Triumph, lançado em 2010, trazia um som distinto de metalcore, embora às vezes beirasse o deathcore. O segundo EP da banda, Bone Kingdom, foi o primeiro a carregar um som mais voltado ao deathcore, embora fosse um som mais direto, lembrando bandas como Chelsea Grin e Oceano. A segunda faixa do EP, “Life of Fear”, foi usada em um vídeo viral intitulado “Heavy Metal Cats”, que atualmente possui mais de 6 milhões de visualizações no YouTube.
Maleficium, o terceiro EP da banda, foi lançado em dezembro do ano de 2013. Ele alcançou o terceiro lugar no iTunes Metal Chart e também foi lançado como um CD digipak, tornando-o o primeiro lançamento não-digital de Lorna Shore. A banda se afasta e se despreza de qualquer lançamento anterior ao Maleficium e considera o EP o "renascimento e verdadeiro ponto de partida de sua carreira". A banda até hoje ainda executa músicas do EP, e é o material mais antigo que eles tocam ao vivo ativamente.
A banda seguiu o lançamento de Maleficium abrindo a tour Die Without Hope do Carnifex, junto a I Declare War, Betraying the Martyrs e Here Comes the Kraken. Desde então, antes de lançar seu álbum de estreia, eles fizeram turnê com artistas como The Black Dahlia Murder, Archspire, Oceano, Fallujah, Fit for an Autopsy, Cattle Decapitation, Dying Fetus, Deicide, Upon a Burning Body, The Last Ten Seconds of Life, Chelsea Grin e Within the Ruins.
Psalms, álbum de estreia, foi lançado em 9 de junho pela Density Records. O álbum foi produzido pelo guitarrista do Fit for an Autopsy, Will Putney, na The Machine Shop.
Em 21 de setembro de 2016, a banda anunciou que havia assinado contrato com a Outerloop Records e lançaria seu segundo álbum, Flesh Coffin, em 17 de fevereiro de 2017. O álbum foi produzido por Carson Slovak e Grant McFarland da Atrium Audio, que são conhecidos por trabalharem ao lado de bandas como August Burns Red e Rivers of Nihil, entre outras. Eles lançaram um single intitulado “Denounce The Light” em 17 de novembro de 2016.
No início de 2017, o baixista e membro fundador Gary Herrera anunciou sua saída da banda, citando sua falta de desejo e paixão pela música como seus principais motivos para a sua desistência. Flesh Coffin seria posteriormente o último lançamento a incluir Herrera, bem como o vocalista Tom Barber, que foram os únicos membros fundadores restantes.

### A saída de Barber, alegações de McCreery eImmortal(2018-2020)
O vocalista e membro fundador Tom Barber confirmou que deixou Lorna Shore em abril de 2018 para se juntar à banda Chelsea Grin como vocalista, substituindo Alex Koehler, que saiu dela no início do ano. O Lorna Shore então emitiu um comunicado, garantindo a sua base de fãs que eles continuariam mesmo sem Barber. CJ McCreery, da banda de deathcore de Pittsburgh Signs of the Swarm, foi posteriormente anunciado como seu substituto após rumores por algum tempo. Depois que McCreery se juntou a eles, a banda lançou dois singles, intitulados “This Is Hell” e “Darkest Spawn”. A banda se juntaria ainda à Summer Slaughter Tour, como número de abertura para Cattle Decapitation, Carnifex, The Faceless e vários outros artistas de renome. No início de outubro, a banda anunciou sua assinatura de contrato com a Century Media Records, junto com o anúncio de seu novo álbum, Immortal. A banda abriu para o Fit For An Autopsy e Rivers of Nihil naquele outono.
Em 23 de dezembro de 2019, a banda demitiu McCreery abruptamente depois que uma sequência de alegações semelhantes ao caso Weinstein, envolvendo suposto abuso sexual ocorrido em seu nome. As alegações começaram quando uma ex-amante de McCreery começou a postar histórias e capturas de tela de mensagens de texto, detalhando comportamento abusivo que supostamente teria ocorrido em um relacionamento de 4 anos. Depois disso, algumas outras pessoas também começaram a acusar McCreery de má conduta semelhante. Uma semana e meia depois, a banda anunciou o cancelamento de uma turnê na Ásia e que o lançamento de seu próximo álbum Immortal (que foi desenvolvido com McCreery nos vocais) seria adiado. No entanto, esses anúncios foram retirados posteriormente, já que foi revelado algum tempo depois que o álbum seria lançado na data originalmente planejada para 31 de janeiro.

### ...And I Return to Nothingness,Pains Remains(2021-presente)
Apesar do revés causado pela situação de McCreery, a banda fez uma turnê pela Europa baseada em Immortal, recrutando o vocalista Will Ramos (ex-Monument of a Memory e A Wake in Providence) como substituto. Todas as atividades posteriores foram interrompidas como resultado da pandemia de COVID-19.
Em 11 de junho de 2021, a banda voltou com uma nova música intitulada "To the Hellfire", e anunciou Ramos como seu novo vocalista permanente. Eles também anunciaram detalhes de seu novo EP, ...And I Return to Nothingness. É o primeiro EP da banda desde o lançamento de Maleficium, em 2013.
“To the Hellfire” se tornou um sucesso viral para a banda, alcançando o primeiro lugar na parada de metal do iTunes ainda em sua primeira semana de lançamento. A música também foi votada pelos leitores da Revolver Magazine como a “Melhor Canção de 2021 até agora” com o escritor Eli Enis comentando que “a canção de estreia da banda com o novo vocalista Will Ramos é legitimamente uma das canções de deathcore mais pesadas da memória recente. Tem inúmeros breakdowns de quebrar ossos, blast beats que duram dias, um solo de guitarra virtuoso e vocais virtuosos de Ramos..." Também iria ultrapassar “Immortal” como a música mais executada da banda no Spotify com mais de 4 milhões de streams. Foi eleita pela Loudwire como a melhor música de metal de 2021.
O EP foi lançado em 13 de agosto de 2021 com críticas positivas para a faixa-título. Ricky Aarons, que escreveu para a Wall of Sound, avaliou o EP e a faixa-título afirmando que o Lorna Shore "continua com o veículo épico de destruição, mas muda um pouco de tato, de uma forma que lembra seu trabalho anterior... Os detalhes técnicos e a velocidade dos riffs são incríveis. Mais uma vez, Ramos não ignora nenhum detalhe em cada letra que soa... Ele considera quais linhas terminam em alta ou baixa e esses detalhes minuciosos são decisivos. Em vez de a música focar na ferocidade dos breakdowns, trata-se mais de metrancas constantes e rápidas e do elemento técnico dessa banda maravilhosa."
Em 14 de outubro de 2022, foi lançado o álbum Pain Remains, que apresenta novas dinâmicas e técnicas vocais. O trabalho possui uma abordagem mais melódica, mantendo elementos característicos da banda. A banda segue em turnê promovendo o álbum e tem reduzido a execução de faixas do álbum Immortal, cujos videoclipes acumulam milhões de visualizações. Entre as novas músicas, destaca-se "Into the Earth", com riffs rápidos e estruturas complexas. O álbum inclui também a trilogia "Pain Remains I, II e III", composta por três faixas interligadas, com solos e variações vocais. "Pain Remains I" é, em 14 de maio de 2023, a segunda faixa mais ouvida da banda no Spotify, com pouco mais de 11 milhões de reproduções, ficando atrás apenas de "To the Hellfire", que tem cerca de 35 milhões. Outra faixa, "Soulless Existence", apresenta uma sonoridade distinta em relação ao restante da discografia.

## Membros
| Membros atuais - Adam De Micco – guitarra solo (2010–hoje); baixo (2017–2021) - Austin Archey – bateria (2012–hoje) - Andrew O’Connor – guitarra base (2019–hoje), baixo (2019–2021) - Michael Yager - baixo (2021–hoje) - Will Ramos – vocais (2021–hoje; ao vivo 2020–2021) | Ex-membros - Tom Barber – vocais (2010–2018) - Gary Herrera – baixo (2010–2017) - Jeff Moskovciak – guitarra base (2010–2011) - Scott Cooper – bateria (2010–2011) - Aaron Brown – guitarra solo (2010) - Connor Deffley – guitarra base (2015–2019) - CJ McCreery – vocais (2018–2019) |

## Equipamento

### Bateria
Austin Archey é um artista exclusivo para a SJC Drums e usa pratos Paiste com cabeças de bateria Evans, ferragens de Gibraltar, sapatos de bateria Vratim e baquetas Pro-Mark com preferência por baquetas de ponta de madeira 5B.

### Guitarras
O'Connor usa o modelo S1.7PB da Solar Guitars e uma Washburn PX-Solar16ETC e é endossado pela Solar Guitars. De Micco toca em um Ibanez RG7-621 e é um artista exclusivo da Ibanez.

### Amplificadores
O grupo usa amplificadores Kemper Profiling montados em rack e gabinetes Mesa Boogie "412" para seus amplificadores e processadores de efeitos. O grupo também usa um monitor Behringer X32 montado em rack para sua mixagem no palco, com o objetivo de monitorar sua mixagem durante apresentações ao vivo.

## Discografia

### Álbuns de estúdio
| Ano  | Detalhes do álbum                                                                                     | Posições mais altas nas paradas | Posições mais altas nas paradas |
| Ano  | Detalhes do álbum                                                                                     | Paradas americanas              | Parada alemã                    |
| ---- | --- | ------------------------------- | ------------------------------- |
| 2015 | Psalms - Lançado: 9 de junho de 2015 - Gravadora: Density                                             | 23                              | -                               |
| 2017 | Flesh Coffin - Lançado: 17 de fevereiro de 2017 - Gravadora: Outerloop Records                        | 3                               | -                               |
| 2020 | Immortal - Lançado: 31 de janeiro de 2020 - Gravadora: Century Media                                  | -                               | 90                              |
| 2022 | Pain Remains - Lançado: 14 de outubro de 2022 - Gravadora: Century Media                              | -                               | 6                               |
| 2025 | I Feel the Everblack Festering Within Me - Lançado: 12 de setembro de 2025 - Gravadora: Century Media | ASA                             | ASA                             |

### EPs
| Ano  | Detalhes EP                                                                               |
| ---- | ----------------------------------------------------------------------------------------- |
| 2010 | Triumph - Lançado: 7 de outubro de 2010 - Selo: independente                              |
| 2012 | Bone Kingdom - Lançado: 16 de fevereiro de 2012 - Selo: independente                      |
| 2013 | Maleficium - Lançado: 20 de dezembro de 2013 - Selo: independente                         |
| 2021 | ...And I Return to Nothingness - Lançado: 13 de agosto de 2021 - Gravadora: Century Media |

### Videoclipes
| Ano  | Título                        | Álbum                          | Diretor (es)        |
| ---- | ----------------------------- | ------------------------------ | ------------------- |
| 2013 | "Godmaker"                    | Maleficium                     | Dan Newman          |
| 2014 | "Cre (H) ate"                 | Maleficium                     | Jeremy Tremp        |
| 2015 | "Grimoire"                    | Psalms                         | Jeremy Tremp        |
| 2015 | "From the Pale Mist"          | Psalms                         | Nightmare Film Crew |
| 2017 | "Fvneral Moon"                | Flesh Coffin                   | Joey Durango        |
| 2017 | "Flesh Coffin"                | Flesh Coffin                   | Joey Durango        |
| 2018 | "This is Hell"                | Immortal                       | Joey Durango        |
| 2019 | "Immortal"                    | Immortal                       | Joey Durango        |
| 2019 | "Death Portrait"              | Immortal                       | Brett Miller        |
| 2020 | "King ov Deception"           | Immortal                       | Joey Durango        |
| 2021 | "To The Hellfire"             | ...And I Return to Nothingness | Eric DiCarlo        |
| 2021 | "And I Return to Nothingness" | ...And I Return to Nothingness | Joey Durango        |
| 2022 | "Sun//Eater"                  | Pains Remains                  | --                  |
| 2022 | "Cursed To Die"               | Pains Remains                  | David Brodsky       |
| 2022 | "Into the Earth"              | Pains Remains                  | --                  |
| 2022 | "Pains Remains I"             | Pains Remains                  | David Brodsky       |
| 2022 | "Pains Remains II"            | Pains Remains                  | David Brodsky       |
| 2022 | "Pains Remains III"           | Pains Remains                  | David Brodsky       |